# Abisolieren

Abisolierte Drähte einer NYM-Leitung.

Beim Abisolieren wird ein Teil der Isolierhülle, auch Isolierung oder Isolation genannt, eines elektrischen Leiters (Draht oder Litze) auf einer bestimmten, zum Anschluss erforderlichen Länge entfernt.
Die abzuisolierende Länge ergibt sich aus den Abmessungen der Klemmstelle, an die der Draht angeschlossen werden soll, bzw. aus der Länge der Aderendhülse, mit der Litzenleitungen bestückt werden.
Um ungewollte Bruchstellen zu vermeiden, darf der Leiter beim Abisolieren nicht durch Einkerbungen beschädigt werden. Der Grenzwert für die Verringerung des Leitungsquerschnittes beträgt 5 %.

## Verfahren
Im Handwerk oder bei händischer Bearbeitung wird meist eine Abisolierzange eingesetzt. Bei niedrigen Qualitätsansprüchen kann auch ein Kabelmesser oder dafür nicht ausgelegtes Werkzeug wie ein Seitenschneider verwendet werden, was aber leicht zur Beschädigung des Leiters führt.

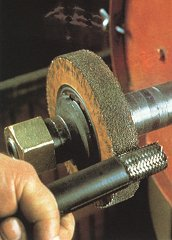
Abisolieren durch Einsatz einer Bürste

In automatischen Fertigungsprozessen werden zum Abisolieren gegenläufig angeordnete Bürsten eingesetzt. Diese sind meist mit gewelltem Stahldraht besetzt, der in einer elastischen Kunststoffmasse eingebettet ist.
Weitere automatische Verfahren in der Industrie sind:
- das Abisolieren mit einem Laserstrahl
- das Abisolieren mit Abläng- und Abisolierautomaten, die eine Leitung auf eine bestimmte Länge abschneiden und gleichzeitig abisolieren.

## Abmanteln
Im weiteren Sinne zählt zum Abisolieren auch das vorherige Abmanteln, d. h. die Entfernung des Mantels, der alle Einzelleitungen noch einmal umfasst. Der Außenmantel wird dazu mit dem Abmantler, einem Spezialwerkzeug, zunächst ringförmig umlaufend, dann entlang der Längsachse des Kabels aufgeschnitten und danach vom Kabel abgezogen.